# جوزيف أميس

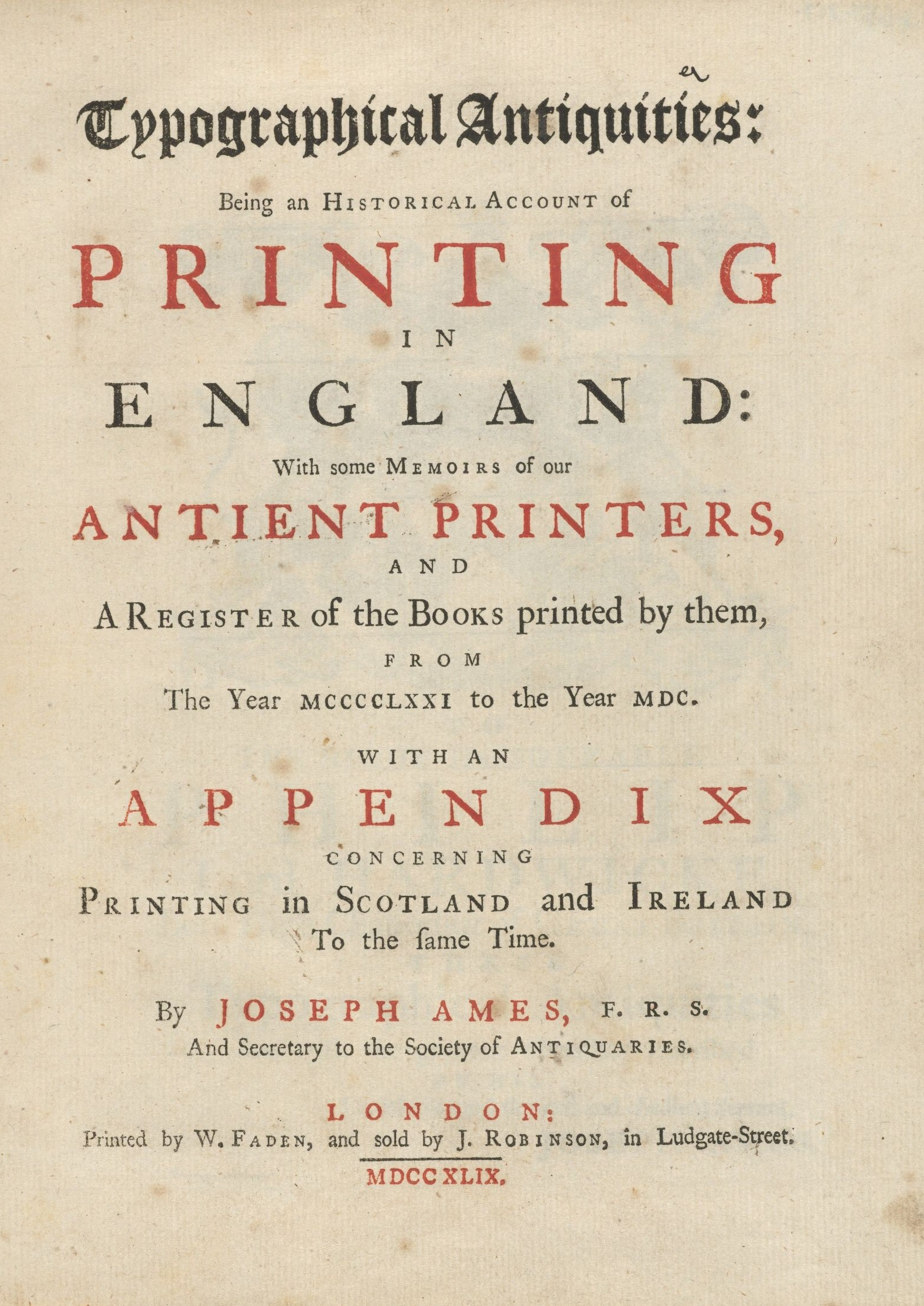
الآثار المطبعية الصادر سنة 1749م

جوزيف أميس (بالإنجليزية: Joseph Ames)‏ (23 يناير 1689 – 7 أكتوبر 1759) مفهرس وأثري إنجليزي، كتب كتابًا أرّخ فيه للطباعة في إنجلترا بين سنتي 1471-1600م بعنوان (الآثار المطبعية) أصدره سنة 1749م. من غير المؤكد ماذا كانت حرفته، أكان يتاجر مع السفن التي ترسو في الموانئ أم صانع نماذج أم تاجر حديد؟. ورغم عدم تلقّيه تعليمًا عاليًا، إلا أنه لمع في مجال التجارة واقتناء الكتب النادرة والآثار.